# 中华人民共和国国家湿地公园列表
国家湿地公园，是指以保护湿地生态系统、合理利用湿地资源为目的，可供开展湿地保护、恢复、宣传、教育、科研、监测、生态旅游等活动的特定区域。
具备下列条件的，可建立国家湿地公园：
- 湿地生态系统在全国或者区域范围内具有典型性；或者区域地位重要，湿地主体功能具有示范性；或者湿地生物多样性丰富；或者生物物种独特。
- 自然景观优美和（或者）具有较高历史文化价值。
- 具有重要或者特殊科学研究、宣传教育价值。

## 批准批次

### 2013年批准试点131处
2013年，国家林业局印发《关于同意天津武清永定河故道等131处湿地开展国家湿地公园试点工作的通知》，要求各批建试点国家湿地公园严格按照总体规划开展建设管理，确保按期验收。

### 2014年批准试点140处
2014年，国家林业局印发《关于同意北京房山长沟泉水等140处湿地开展国家湿地公园试点工作的通知》，要求各批建试点国家湿地公园严格按照总体规划开展建设管理，确保按期验收。

### 2020年批准试点80处
2020年，国家林业和草原局印发《国家林业和草原局关于2020年国家湿地公园试点验收结果的通知》，河北隆化伊逊河国家湿地公园等80处试点建设的国家湿地公园通过验收。

## 国家湿地公园列表
- 北京市
  - 野鸭湖国家湿地公园
  - 房山长沟泉水国家湿地公园
- 天津市
  - 宝坻潮白河国家湿地公园
- 河北省
  - 坝上闪电河国家湿地公园
  - 北戴河国家湿地公园
  - 丰宁海留图国家湿地公园
  - 尚义察汗淖尔国家湿地公园
  - 康保康巴诺尔国家湿地公园
  - 永年洼国家湿地公园
  - 香河潮白河大运河国家湿地公园
  - 怀来官厅水库国家湿地公园
- 山西省
  - 古城国家湿地公园
  - 昌源河国家湿地公园
  - 千泉湖国家湿地公园
  - 双龙湖国家湿地公园
  - 文峪河国家湿地公园
  - 介休汾河国家湿地公园
  - 长子精卫湖国家湿地公园
  - 稷山汾河国家湿地公园
  - 孝义孝河国家湿地公园
  - 静乐汾河川国家湿地公园
- 内蒙古自治区
  - 白狼洮儿河国家湿地公园
  - 阿拉善黄河国家湿地公园
  - 包头黄河国家湿地公园
  - 纳林湖国家湿地公园
  - 巴美湖国家湿地公园
  - 额尔古纳国家湿地公园
  - 免渡河国家湿地公园
  - 索尔奇国家湿地公园
  - 锡林河国家湿地公园
  - 哈素海国家湿地公园
  - 萨拉乌苏国家湿地公园
  - 乌兰浩特洮儿河国家湿地公园
  - 正蓝旗上都河国家湿地公园
- 辽宁省
  - 莲花湖国家湿地公园
  - 大伙房国家湿地公园
  - 大汤河国家湿地公园
  - 桓龙湖国家湿地公园
  - 法库獾子洞国家湿地公园
  - 辽中蒲河国家湿地公园
- 吉林省
  - 磨盘湖国家湿地公园
  - 扶余大金碑国家湿地公园
  - 大安嫩江湾国家湿地公园
  - 大石头亚光湖国家湿地公园
  - 榆树老干江国家湿地公园
  - 牛心套保国家湿地公园
  - 镇赉环城国家湿地公园
  - 东辽鴜鹭湖国家湿地公园
  - 长春北湖国家湿地公园
  - 农安太平池国家湿地公园
  - 长春新立湖国家湿地公园
  - 白山珠宝河国家湿地公园
  - 汪清嘎牙河国家湿地公园
- 黑龙江省
  - 安邦河国家湿地公园 *
  - 白渔泡国家湿地公园 *
  - 哈尔滨太阳岛国家湿地公园
  - 新青国家湿地公园
  - 富锦国家湿地公园
  - 塔头湖河国家湿地公园
  - 齐齐哈尔明星岛国家湿地公园
  - 泰湖国家湿地公园
  - 肇岳山国家湿地公园
  - 同江三江口国家湿地公园
  - 黑瞎子岛国家湿地公园
  - 巴彦江湾国家湿地公园
  - 杜尔伯特天湖国家湿地公园
  - 蚂蜒河国家湿地公园
  - 肇源莲花湖国家湿地公园
  - 木兰松花江国家湿地公园
  - 白桦川国家湿地公园
  - 宾县二龙湖国家湿地公园
  - 通河二龙潭国家湿地公园
  - 伊春茅兰河口国家湿地公园
  - 哈尔滨松北国家湿地公园
  - 青冈靖河国家湿地公园
  - 饶河乌苏里江国家湿地公园
  - 东宁绥芬河国家湿地公园
  - 齐齐哈尔江心岛国家湿地公园
  - 哈尔滨阿勒锦岛国家湿地公园
  - 绥阳国家湿地公园
- 上海市
  - 崇明西沙国家湿地公园
- 江苏省
  - 姜堰溱湖国家湿地公园 *
  - 苏州太湖国家湿地公园 *
  - 扬州宝应湖国家湿地公园 *
  - 无锡梁鸿国家湿地公园 *
  - 苏州太湖湖滨国家湿地公园
  - 无锡长广溪国家湿地公园
  - 沙家浜国家湿地公园
  - 南京长江新济洲国家湿地公园
  - 扬州凤凰岛国家湿地公园
  - 太湖三山岛国家湿地公园
  - 无锡蠡湖国家湿地公园
  - 溧阳天目湖国家湿地公园
  - 九里湖国家湿地公园
  - 丰县黄河故道大沙河国家湿地公园
  - 溧阳长荡湖国家湿地公园
- 浙江省
  - 杭州西溪国家湿地公园 *
  - 丽水九龙国家湿地公园
  - 德清下渚湖国家湿地公园
  - 衢州乌溪江国家湿地公园
  - 诸暨白塔湖国家湿地公园
  - 长兴仙山湖国家湿地公园
  - 杭州湾国家湿地公园
  - 玉环漩门湾国家湿地公园
  - 天台始丰溪国家湿地公园
  - 云和梯田国家湿地公园
- 安徽省
  - 太平湖国家湿地公园
  - 迪沟国家湿地公园
  - 泗县石龙湖国家湿地公园
  - 三叉河国家湿地公园
  - 淮南焦岗湖国家湿地公园
  - 太和沙颖河国家湿地公园
  - 太湖花亭湖国家湿地公园
  - 颖州西湖国家湿地公园
  - 秋浦河源国家湿地公园
  - 平天湖国家湿地公园
  - 淠河国家湿地公园
  - 道源国家湿地公园
  - 三河国家湿地公园
  - 董铺国家湿地公园
  - 管湾国家湿地公园
  - 巢湖半岛国家湿地公园
  - 合肥巢湖湖滨国家湿地公园
- 福建省
  - 长乐闽江河口国家湿地公园
  - 宁德东湖国家湿地公园
  - 永安龙头国家湿地公园
  - 漳平南洋国家湿地公园
- 江西省
  - 东鄱阳湖国家湿地公园 *
  - 孔目江国家湿地公园
  - 东江源国家湿地公园
  - 修河国家湿地公园
  - 药湖国家湿地公园
  - 南丰傩湖国家湿地公园
  - 庐山西海国家湿地公园
  - 修河源国家湿地公园
  - 潋江国家湿地公园
  - 赣县大湖江国家湿地公园
  - 赣州章江国家湿地公园
  - 万年珠溪国家湿地公园
  - 上犹南湖国家湿地公园
  - 会昌湘江国家湿地公园
  - 南城洪门湖国家湿地公园
  - 鹰潭信江国家湿地公园
  - 遂川五斗江国家湿地公园
  - 三清山信江源国家湿地公园
  - 庐陵赣江国家湿地公园
  - 芦溪山口岩国家湿地公园
- 山东省
  - 滕州滨湖国家湿地公园
  - 台儿庄运河国家湿地公园
  - 马塔湖国家湿地公园
  - 济西国家湿地公园
  - 黄河玫瑰湖国家湿地公园
  - 蟠龙河国家湿地公园
  - 峡山湖国家湿地公园
  - 月亮湾国家湿地公园
  - 安丘拥翠湖国家湿地公园
  - 寿光滨海国家湿地公园
  - 微山湖国家湿地公园
  - 武河国家湿地公园
  - 少海国家湿地公园
  - 九龙湾国家湿地公园
  - 济南白云湖国家湿地公园
  - 黄河岛国家湿地公园
  - 东明黄河国家湿地公园
  - 潍坊白浪河国家湿地公园
  - 沭河国家湿地公园
  - 莒南鸡龙河国家湿地公园
  - 东阿洛神湖国家湿地公园
  - 曲阜孔子湖国家湿地公园
  - 王屋湖国家湿地公园
  - 莱州湾金仓国家湿地公园
  - 梁山泊国家湿地公园
  - 诸城潍河国家湿地公园
  - 泗水泗河源国家湿地公园
  - 金乡金水湖国家湿地公园
  - 泰安汶河国家湿地公园
  - 肥城康王河国家湿地公园
  - 禹城徒骇河国家湿地公园
  - 齐河黄河水乡国家湿地公园
  - 单县浮龙湖国家湿地公园
  - 茌平金牛湖国家湿地公园
  - 夏津九龙口国家湿地公园
- 河南省
  - 郑州黄河国家湿地公园
  - 淮阳龙湖国家湿地公园
  - 偃师伊洛河国家湿地公园
  - 平顶山白龟湖国家湿地公园
  - 鹤壁淇河国家湿地公园
  - 漯河市沙河国家湿地公园
  - 汤阴汤河国家湿地公园
  - 濮阳金堤河国家湿地公园
  - 平桥两河口国家湿地公园
  - 南阳白河国家湿地公园
  - 林州淇淅河国家湿地公园
  - 长葛双洎河国家湿地公园
  - 淅川丹阳湖国家湿地公园
  - 邓州湍河国家湿地公园
  - 泌阳铜山湖国家湿地公园
  - 柘城容湖国家湿地公园
  - 睢县中原水城国家湿地公园
  - 虞城周商永运河国家湿地公园
- 湖北省
  - 神农架大九湖国家湿地公园
  - 武汉东湖国家湿地公园
  - 谷城汉江国家湿地公园
  - 蕲春赤龙湖国家湿地公园
  - 赤壁陆水湖国家湿地公园
  - 荆门漳河国家湿地公园
  - 麻城浮桥河国家湿地公园
  - 惠亭湖国家湿地公园
  - 莫愁湖国家湿地公园
  - 大冶保安湖国家湿地公园
  - 宜都天龙湾国家湿地公园
  - 黄冈市遗爱湖国家湿地公园
  - 金沙湖国家湿地公园
  - 天堂湖国家湿地公园
  - 武山湖国家湿地公园
  - 返湾湖国家湿地公园
  - 长寿岛国家湿地公园
  - 通城大溪国家湿地公园
  - 崇阳青山国家湿地公园
  - 沙洋潘集湖国家湿地公园
  - 江夏藏龙岛国家湿地公园
  - 竹山圣水湖国家湿地公园
  - 当阳青龙湖国家湿地公园
  - 竹溪龙湖国家湿地公园
  - 浠水策湖国家湿地公园
  - 仙桃沙湖国家湿地公园
  - 咸宁向阳湖国家湿地公园
  - 长阳清江国家湿地公园
  - 黄冈白莲河国家湿地公园
  - 武汉杜公湖国家湿地公园
  - 南漳清凉河国家湿地公园
  - 枝江金湖国家湿地公园
  - 汉川汈汊湖国家湿地公园
  - 环荆州古城国家湿地公园
  - 公安崇湖国家湿地公园
  - 安陆府河国家湿地公园
  - 五峰百溪河国家湿地公园
- 湖南省
  - 水府庙国家湿地公园
  - 东江湖国家湿地公园
  - 千龙湖国家湿地公园
  - 酒埠江国家湿地公园
  - 雪峰湖国家湿地公园
  - 湘阴洋沙湖－东湖国家湿地公园
  - 宁乡金洲湖国家湿地公园
  - 吉首峒河国家湿地公园
  - 汨罗江国家湿地公园
  - 毛里湖国家湿地公园
  - 五强溪国家湿地公园
  - 松雅湖国家湿地公园
  - 耒水国家湿地公园
  - 书院洲国家湿地公园
  - 新墙河国家湿地公园
  - 南洲国家湿地公园
  - 琼湖国家湿地公园
  - 黄家湖国家湿地公园
  - 桃源沅水国家湿地公园
  - 衡东洣水国家湿地公园
  - 城步白云湖国家湿地公园
  - 江华涔天河国家湿地公园
  - 会同渠水国家湿地公园
  - 隆回魏源湖国家湿地公园
  - 东安紫水国家湿地公园
  - 醴陵官庄湖国家湿地公园
  - 桃江羞女湖国家湿地公园
  - 平江黄金河国家湿地公园
  - 茶陵东阳湖国家湿地公园
  - 洪江清江湖国家湿地公园
  - 靖州五龙潭国家湿地公园
  - 鼎城鸟儿洲国家湿地公园
  - 泸溪武水国家湿地公园
  - 花垣古苗河国家湿地公园
  - 衡山萱洲国家湿地公园
  - 新邵筱溪国家湿地公园
  - 新化龙湾国家湿地公园
  - 洞口平溪江国家湿地公园
  - 衡南莲湖湾国家湿地公园
  - 石门仙阳湖国家湿地公园
  - 大通湖国家湿地公园
- 广东省
  - 星湖国家湿地公园
  - 雷州九龙山红树林国家湿地公园
  - 乳源南水湖国家湿地公园
  - 万绿湖国家湿地公园
  - 孔江国家湿地公园
  - 东江国家湿地公园
  - 广州海珠国家湿地公园
  - 新丰鲁古河国家湿地公园
  - 郁南大河国家湿地公园
  - 海陵岛红树林国家湿地公园
  - 開平孔雀湖國家濕地公園
- 广西壮族自治区
  - 北海滨海国家湿地公园
  - 桂林会仙喀斯特国家湿地公园
  - 横县西津国家湿地公园
  - 百色福禄河国家湿地公园
  - 凌云浩坤湖国家湿地公园
  - 平果芦仙湖国家湿地公园
  - 大新黑水河国家湿地公园
  - 龙州左江国家湿地公园
  - 东兰坡豪湖国家湿地公园
  - 荔浦荔江国家湿地公园
- 海南省
  - 新盈红树林国家湿地公园
  - 南丽湖国家湿地公园
- 重庆市
  - 彩云湖国家湿地公园 *
  - 云雾山国家湿地公园
  - 酉水河国家湿地公园
  - 皇华岛国家湿地公园
  - 阿蓬江国家湿地公园
  - 迎风湖国家湿地公园
  - 濑溪河国家湿地公园
  - 涪江国家湿地公园
  - 汉丰湖国家湿地公园
  - 龙河国家湿地公园
  - 大昌湖国家湿地公园
  - 青山湖国家湿地公园
  - 迎龙湖国家湿地公园
  - 巴山湖国家湿地公园
  - 南川黎香湖国家湿地公园
  - 秀山大溪国家湿地公园[需要消歧义]
  - 石柱藤子沟国家湿地公园
  - 铜梁安居国家湿地公园
- 四川省
  - 彭州湔江国家湿地公园
  - 南河国家湿地公园
  - 大瓦山国家湿地公园
  - 构溪河国家湿地公园
  - 桫椤湖国家湿地公园
  - 柏林湖国家湿地公园
  - 若尔盖国家湿地公园
  - 遂宁观音湖国家湿地公园
  - 绵阳三江湖国家湿地公园
  - 西充青龙湖国家湿地公园
  - 南充升钟湖国家湿地公园
  - 蓬安相如湖国家湿地公园
  - 隆昌古宇湖国家湿地公园
  - 阿坝多美林卡国家湿地公园
  - 红原嘎曲国家湿地公园
  - 松潘岷江源国家湿地公园
  - 平昌驷马河国家湿地公园
- 贵州省
  - 石阡鸳鸯湖国家湿地公园
  - 威宁锁黄仓国家湿地公园
  - 六盘水明湖国家湿地公园
  - 余庆飞龙湖国家湿地公园
  - 都匀清水江国家湿地公园
  - 荔波黄江河国家湿地公园
  - 贵定摆龙河国家湿地公园
  - 遵义乐民河国家湿地公园
  - 凤冈龙潭河国家湿地公园
  - 汇川喇叭河国家湿地公园
  - 湄潭湄江湖国家湿地公园
  - 习水东风湖国家湿地公园
  - 黎平八舟河国家湿地公园
  - 六盘水牂牁江国家湿地公园
  - 黔西水西柯海国家湿地公园
- 云南省
  - 红河哈尼梯田国家湿地公园
  - 洱源西湖国家湿地公园
  - 普者黑喀斯特国家湿地公园
  - 普洱五湖国家湿地公园
  - 石屏异龙湖国家湿地公园
  - 通海杞麓湖国家湿地公园
  - 晋宁南滇池国家湿地公园
  - 沾益西河国家湿地公园
- 西藏自治区
  - 多庆错国家湿地公园
  - 雅尼国家湿地公园
  - 嘎朗国家湿地公园
  - 当惹雍错国家湿地公园
  - 嘉乃玉错国家湿地公园
  - 白朗年楚河国家湿地公园
  - 拉姆拉错国家湿地公园
  - 朱拉河国家湿地公园
  - 阿里狮泉河国家湿地公园
  - 类乌齐紫曲河国家湿地公园
- 陕西省
  - 千湖国家湿地公园 *
  - 西安浐灞国家湿地公园
  - 蒲城卤阳湖国家湿地公园
  - 三原清峪河国家湿地公园
  - 淳化冶峪河国家湿地公园
  - 铜川赵氏河国家湿地公园
  - 丹凤丹江国家湿地公园
  - 宁强汉水源国家湿地公园
  - 旬河源国家湿地公园
  - 凤县嘉陵江国家湿地公园
  - 太白石头河国家湿地公园
  - 旬邑马栏河国家湿地公园
  - 千渭之会国家湿地公园
  - 澽水国家湿地公园
  - 富平石川河国家湿地公园
  - 延安南泥湾国家湿地公园
  - 白水林皋湖国家湿地公园
  - 洛南洛河源国家湿地公园
- 甘肃省
  - 张掖国家湿地公园
  - 兰州秦王川国家湿地公园
  - 民勤石羊河国家湿地公园
  - 文县黄林沟国家湿地公园
- 青海省
  - 贵德黄河清国家湿地公园
  - 都兰阿拉克湖国家湿地公园
  - 德令哈尕海国家湿地公园
  - 玛多冬格措纳湖国家湿地公园
  - 祁连黑河源国家湿地公园
  - 乌兰都兰湖国家湿地公园
  - 玉树巴塘河国家湿地公园
  - 天峻布哈河国家湿地公园
  - 互助南门峡国家湿地公园
- 宁夏回族自治区
  - 银川国家湿地公园 *
  - 石嘴山星海湖国家湿地公园 *
  - 吴忠黄河国家湿地公园
  - 黄沙古渡国家湿地公园
  - 青铜峡鸟岛国家湿地公园
  - 天湖国家湿地公园
  - 固原清水河国家湿地公园
  - 鹤泉湖国家湿地公园
  - 太阳山国家湿地公园
  - 平罗天河湾国家湿地公园
- 新疆维吾尔自治区
  - 赛里木湖国家湿地公园
  - 乌鲁木齐柴窝堡湖国家湿地公园
  - 玛纳斯国家湿地公园
  - 乌齐里克国家湿地公园
  - 阿勒泰克兰河国家湿地公园
  - 阿克苏多浪河国家湿地公园
  - 和布克赛尔国家湿地公园
  - 尼雅国家湿地公园
  - 乌伦古湖国家湿地公园
  - 拉里昆国家湿地公园
  - 博斯腾湖国家湿地公园
  - 塔城五弦河国家湿地公园
  - 沙湾千泉湖国家湿地公园
  - 伊犁那拉提国家湿地公园
  - 泽普叶尔羌河国家湿地公园
  - 额敏河国家湿地公园
  - 尼勒克喀什河国家湿地公园
  - 布尔津托库木特国家湿地公园
  - 麦盖提唐王湖国家湿地公园
  - 昭苏特克斯河国家湿地公园
  - 吉木萨尔北庭国家湿地公园
  - 疏勒香妃湖国家湿地公园
  - 莎车叶尔羌国家湿地公园
  - 帕米尔高原阿拉尔国家湿地公园
  - 富蕴可可托海国家湿地公园
- 中国内蒙古森林工业集团有限责任公司
  - 根河源国家湿地公园
  - 图里河国家湿地公园
  - 牛耳河国家湿地公园
- 大兴安岭林业集团公司
  - 阿木尔国家湿地公园
  - 双河源国家湿地公园
  - 漠河九曲十八湾国家湿地公园
  - 古里河国家湿地公园
- 内蒙古大兴安岭林业管理局
  - 大杨树奎勒河国家湿地公园
  - 甘河国家湿地公园
- 黑龙江大兴安岭林业集团公司
  - 呼中呼玛河源国家湿地公园
  - 漠河大林河国家湿地公园
- 龙江森林工业总局
  - 亚布力红星河国家湿地公园

### 引用
1. ↑  . www.forestry.gov.cn.   [2019-11-20].
2. ↑  王, 旭东. . 中国绿色时报. 2015年1月20日. （原始内容存档于2015年5月22日）.
3. ↑  . www.forestry.gov.cn.   [2021-01-06]. （原始内容存档于2021-06-26）.